# Anthogorgia ochracea
Anthogorgia ochracea is een zachte koraalsoort uit de familie Acanthogorgiidae. De koraalsoort komt uit het geslacht Anthogorgia. Anthogorgia ochracea werd in 1999 voor het eerst wetenschappelijk beschreven door Grasshoff. 